# Lliga britànica de bàsquet
La lliga britànica de bàsquet, (en anglès: British Basketball League és la màxima competició professional de basquetbol al Regne Unit. A més de la lliga, la BBL organitza dues competicions de copa, la BBL Cup i la BBL Trophy.
Existeixen altres competicions basquetbolístiques al Regne Unit. Destaquen la English Basketball League i la Scottish Basketball League, les quals, de fet, actuen com una segona divisió, tot i que no existeixen ascensos i descensos entre elles.

## Equips Actuals
| Club               | Ciutat              | Arena                         | Any fundat | Entrenador en cap |
| ------------------ | ------------------- | ----------------------------- | ---------- | ----------------- |
| Bristol Flyers     | Bristol             | SGS WISE Arena                | 2006       | Andreas Kapoulas  |
| Cheshire Phoenix   | Ellesmere Port      | Cheshire Oaks Arena           | 1984       | Ben Thomas        |
| Glasgow Rocks      | Glasgow             | Emirates Arena                | 1998       | Vincent Lavandier |
| Leicester Riders   | Leicester           | Morningside Arena             | 1967       | Rob Paternostro   |
| London City Royals | Londres             | Crystal Palace NSC            | 2018       | Jay Williams      |
| London Lions       | Londres             | Copper Box                    | 1977       | Vincent Macaulay  |
| Manchester Giants  | Manchester          | Trafford Powerleague Arena    | 2012       | Danny Byrne       |
| Newcastle Eagles   | Newcastle upon Tyne | Eagles Community Arena        | 1976       | Fabulous Flournoy |
| Plymouth Raiders   | Plymouth            | Plymouth Pavilions            | 1983       | Paul James        |
| Sheffield Sharks   | Sheffield           | English Institute of Sport    | 1991       | Atiba Lyons       |
| Surrey Scorchers   | Guildford           | Surrey Sports Park            | 2005       | Creon Raftopoulos |
| Worcester Wolves   | Worcester           | University of Worcester Arena | 2000       | Tony Garbelotto   |

## Campions
- 1987-88: Portsmouth
- 1988-89: Glasgow Rangers
- 1989-90: Kingston Kings
- 1990-91: Kingston Kings
- 1991-92: Kingston Kings
- 1992-93: Worthing Bears
- 1993-94: Thames Valley Tigers
- 1994-95: Sheffield Sharks
- 1995-96: London Towers
- 1996-97: London Leopards
- 1997-98: London Leopards
- 1998-99: Sheffield Sharks
- 1999-00: Manchester Giants i London Towers
- 2000-01: Sheffield Sharks i London Towers
- 2001-02: Chester Jets i London Towers
- 2002-03: Sheffield Sharks
- 2003-04: Brighton Bears
- 2004-05: Chester Jets
- 2005-06: Newcastle Eagles
- 2006-07: Guildford Heat
- 2007-08: Newcastle Eagles
- 2008-09: Newcastle Eagles
- 2009-10: Newcastle Eagles
- 2010-11: Mersey Tigers
- 2011-12: Newcastle Eagles
- 2012-13: Jelson Homes DMU Leicester Riders
- 2013-14: Newcastle Eagles
- 2014-15: Newcastle Eagles
- 2015-16: Leicester Riders
- 2016-17: Leicester Riders
- 2017-18: Leicester Rides